# Svenska Aero
Svenska Aero était un constructeur aéronautique suédois à Lidingö. La société a été fondée le 10 septembre 1921 pour construire des avions Caspar-Werke et Heinkel. La société a été rachetée par ASJA en 1932.
Svenska Aero AB a été fondée en 1921 et a d'abord construit des modèles de Caspar-Werke et Heinkel sous licence. La société a été rachetée par ASJA en 1932.
L'industrie aérospatiale allemande a été fortement réduite après la Première Guerre mondiale et les compagnies aériennes allemandes n'ont pas été autorisées à exploiter des avions multimoteurs. Pendant un certain temps, la fabrication d'avions a été totalement interdite. En 1921, les règles ont été légèrement assouplies, autorisant la construction d'avions civils après approbation d'une commission de contrôle internationale, à condition qu'ils respectent certaines règles. Pour contourner ces règles, plusieurs constructeurs d'avions allemands s'installent à l'étranger. En 1921, Carl Clemens Bücker a négocié l'achat d'un avion de reconnaissance auprès de Caspar-Werke à Travemünde. L'entreprise allemande prévoyait en effet des problèmes liés aux dispositions du traité de Versailles interdisant l'exportation d'avions de combat allemands. Elle a donc étudié la possibilité d'exporter clandestinement les pièces et d'assembler l'avion en Suède. 
Pour faciliter l'achat, Carl Clemens Bücker, avec le soutien d'Ernst Heinkel, a créé Svenska Aero à Lidingö en 1921. Le contrat pour l'avion a été transféré de Caspar à Svenska Aero et Heinkel et quelques monteurs allemands ont temporairement déménagé à Lidingö pour assembler l'avion.
Bücker, qui à l'époque de la création de la société était employé par l'aéronavale en tant que pilote d'essai, quitta son emploi pour devenir PDG et seul membre du conseil d'administration de Svenska Aero. Les premiers avions ont été construits à partir de composants provenant de Caspar-Werke à Travemünde. Une partie de l'assemblage a lieu dans les locaux de l'entreprise, mais les avions sont achevés par le Torpeddepartementet du chantier naval de Stockholm (TDS). En fait, seuls les gouvernails et les pontons ont été fabriqués en Suède, les autres composants étant secrètement fabriqués par Caspar-Werke en plusieurs endroits d'Allemagne afin d'éviter les inspecteurs étrangers. En 1922-1923, la société a déménagé dans les locaux de Gustafsson & Andersson Varvs AB à Skärsätra (Lidingö), car elle avait reçu d'autres commandes d'avions de la part de l'armée de l'air navale suédoise. Les pièces sont fabriquées en Suède par Svenska Aero, mais elles sont assemblées par le département des torpilles du chantier naval de Stockholm. En 1928, la marine a commandé quatre Heinkel HD 19, des chasseurs à ponton. Cette livraison devait être le dernier type d'avion fabriqué sous licence par Svenska Aero. 
Au milieu des années 1920, un service de conception distinct a été créé. Sven Blomberg, qui travaillait auparavant pour Heinkel Flugzeugwerke, est nommé directeur de la conception. En 1930, Anders Johan Andersson, qui travaillait pour Messerschmitt, rejoint l'entreprise. Bien que Svenska Aero ait conçu et fabriqué six modèles différents, la production n'a pas connu le succès escompté par Bücker. L'armée de l'air n'est intéressée que par l'achat de prototypes avec des droits de fabrication, afin de produire elle-même les avions dans ses propres ateliers. Cette situation entraîne des problèmes financiers pour l'entreprise et, à l'automne 1932, Bücker décide de vendre l'entreprise en faillite et son personnel à ASJA pour 250 000 couronnes suédoises. Après la vente de l'entreprise, Bücker retourne en Allemagne et crée Bücker Flugzeugbau. Anders Johan Andersson vient également en Allemagne en tant que concepteur en chef de la nouvelle société. Ensemble, ils conçoivent un certain nombre d'avions qui acquièrent une renommée internationale, notamment le Bücker Bü 181 Bestmann et le Bücker Bü 133 Jungmeister. Lorsque la Seconde Guerre mondiale éclate à l'automne 1939, Andersson retourne en Suède, où il dirige les travaux de conception des bimoteurs Saab 18 et Saab 91 Safir.
L'entreprise a produit un total de 58 avions, dont sept ont été exportés vers la Lettonie et un vers la Norvège. Entre 1926 et 1932, l'armée de l'air a acquis 15 types d'avions, dont huit provenaient de Svenska Aero.